# Phi quốc xã hóa

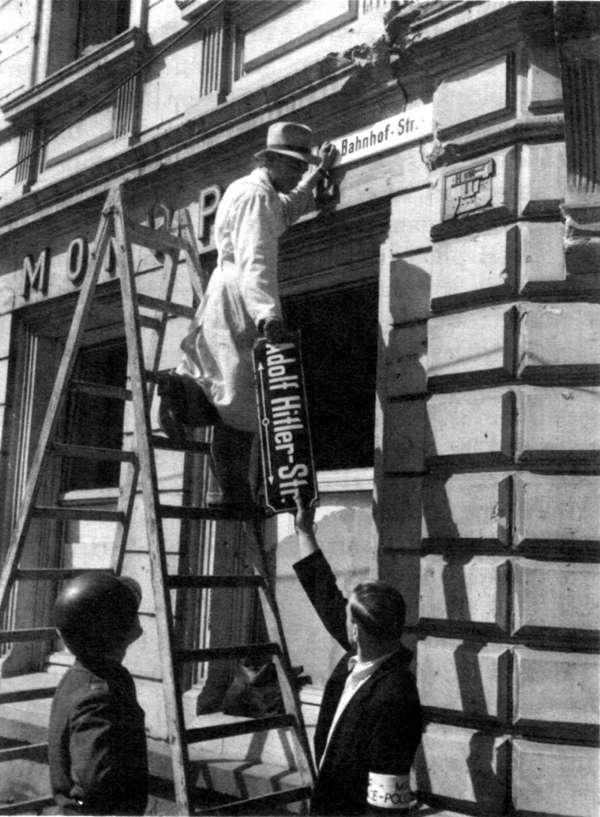
Công nhân tháo biển báo khỏi một "Adolf Hitler-Straße" (Con đường Adolf Hitler) trước đây ở Trier, ngày 12 tháng Năm năm 1945

Phi quốc xã hóa (tiếng Đức: Entnazifizierung; tiếng Anh: denazification) là một sáng kiến của phe Đồng minh nhằm loại bỏ hệ tư tưởng của Quốc xã khỏi xã hội, văn hóa, báo chí, kinh tế, tư pháp và chính trị của Đức và Áo sau Chiến tranh thế giới thứ hai. Nó được thực hiện bằng cách loại bỏ những người từng là đảng viên Đảng Quốc xã hoặc thành viên SS khỏi các vị trí có quyền lực và ảnh hưởng, bằng cách giải tán hoặc làm các tổ chức có liên hệ với chủ nghĩa Quốc xã bất lực, và bằng cách xét xử những người theo chủ nghĩa Quốc xã nổi tiếng về tội ác chiến tranh trong các phiên tòa ở Nuremberg năm 1946. Chương trình phi quốc xã hóa được đưa ra sau khi chiến tranh kết thúc và được củng cố bằng Hiệp định Potsdam vào tháng Tám năm 1945. Thuật ngữ denazification lần đầu tiên được đặt ra như một thuật ngữ pháp lý vào năm 1943 bởi Lầu Năm Góc Hoa Kỳ, nhằm được áp dụng với nghĩa hẹp liên quan đến hệ thống pháp luật của Đức thời hậu chiến. Tuy nhiên, sau này nó mang nghĩa rộng hơn.
Vào cuối năm 1945 và đầu năm 1946, sự xuất hiện của Chiến tranh Lạnh và tầm quan trọng kinh tế của Đức đã khiến Mỹ đặc biệt mất hứng thú với chương trình này, phần nào phản ánh chương trình Đảo Hướng ở Nhật Bản do Mỹ chiếm đóng. Người Anh đã bàn giao những ủy ban phi quốc xã hóa cho người Đức vào tháng Một năm 1946; người Mỹ cũng làm vậy vào tháng Ba năm 1946. Người Pháp ít nỗ lực với việc phi quốc xã hóa nhất. Việc phi quốc xã hóa được thực hiện theo cách ngày càng khoan dung và nhẹ nhàng cho đến khi chính thức bị bãi bỏ vào năm 1951. Ngoài ra, chương trình này cực kỳ không được ưa chuộng ở Tây Đức, nơi nhiều người Quốc xã duy trì các vị trí quyền lực. Chính phủ Tây Đức mới của Konrad Adenauer đã phản đối chương trình phi quốc xã hóa này; ông đã tuyên bố rằng việc chấm dứt quá trình này là cần thiết cho việc tái vũ trang của Tây Đức. Mặt khác, phi quốc xã hóa ở Đông Đức được coi là một yếu tố then chốt của quá trình chuyển đổi thành một xã hội xã hội chủ nghĩa và Đông Đức đã nghiêm khắc hơn nhiều trong việc chống đối chủ nghĩa Quốc xã so với Tây Đức. Tuy nhiên, không phải tất cả những người từng là người Quốc xã đều nhận hình phạt khắc nghiệt; làm nhiệm vụ đặc biệt cho chính phủ đã bảo vệ một số ít khỏi việc bị truy tố.

## Tại các quốc gia khác
Theo truyền thông phương Tây thì Tổng thống Nga Vladimir Putin khi tuyên bố mở chiến dịch quân sự đặc biệt tại Ukraina đã lấy cớ giả "phi phát xit hóa" để phát động cuộc xâm lược của Nga vào Ukraina vào năm 2022, Putin gọi Ukraina thời hiện đại là một nhà nước tân Quốc xã có ý định diệt chủng những người nói tiếng Nga ở nước này. Bảo tàng Tưởng niệm Holocaust của Hoa Kỳ và Yad Vashem đã lên án việc Putin sử dụng sai lịch sử Holocaust; Tổng thống Ukraina Volodymyr Zelenskyy là người Do Thái và là người nói tiếng Nga như tiếng mẹ đẻ. Trong một nghiên cứu phân tích về bài báo tuyên truyền của Nga về "Nga nên làm gì với Ukraina", được xuất bản sau cuộc xâm lược Ukraina, nhà sử học người Mỹ Timothy Snyder đã chỉ ra rằng việc sử dụng các từ "Quốc xã" và "phi quốc xã hóa" của chế độ Nga về mặt lịch sử là không chính xác.